# Phasianelle rousse
Macropygia emiliana
Espèce
Statut de conservation UICN

 LC  : Préoccupation mineure
La Phasianelle rousse (Macropygia emiliana) est une espèce de pigeon du genre Macropygia.

## Répartition et sous-espèces
Selon la classification de référence du Congrès ornithologique international (15.1, 2025) elle se répartit en deux sous-espèces :
- M. e. emiliana Bonaparte 1854 — îles de la Sonde occidentales ;
- M. e. megala Siebers, 1929 — îles Kangean.